# Phyllophaga bowditchi
Phyllophaga bowditchi är en skalbaggsart som beskrevs av Saylor 1938. Phyllophaga bowditchi ingår i släktet Phyllophaga och familjen Melolonthidae. Inga underarter finns listade i Catalogue of Life.